# FC Utrecht in het seizoen 2011/12 (vrouwen)
Het seizoen 2011/2012 is het 5e jaar in het bestaan van de Utrechtse vrouwenvoetbalclub FC Utrecht. De club kwam uit in de Eredivisie en heeft deelgenomen aan het toernooi om de KNVB beker.

## Wedstrijdstatistieken

### Eredivisie
|                    | ADO Den Haag | FC Twente | SC Telstar VVNH | VVV-Venlo | FC Zwolle | sc Heerenveen |
| ------------------ | ------------ | --------- | --------------- | --------- | --------- | ------------- |
| Thuis              | 1 – 3        | 0 – 2     | 5 – 1           | 3 – 1     | 1 – 1     | 0 – 1         |
| Uit                | 7 – 0        | 1 – 0     | 1 – 0           | 1 – 4     | 1 – 1     | 0 – 1         |
| 3e wedstrijd (T/U) | 4 – 0 (U)    | 0 – 3 (U) | 0 – 1 (T)       | 1 – 3 (T) | 1 – 1 (U) | 4 – 1 (T)     |

### KNVB beker
| Achtste finale                           | Be Quick '28             | 0 – 4 (0 – ?)                   | FC Utrecht             |  |
| Plaats: Zwolle Sportpark Be Quick '28    |                          |                                 | Onbekend               |  |
| Kwartfinale                              | SC Telstar VVNH          | 1 – 1 (1 – 1, 1 – 1) 7 – 8 n.s. | FC Utrecht             |  |
| Plaats: Velsen-Zuid Telstar Stadion      | 45' Desiree van Lunteren |                                 | 9' Babiche Roof        |  |
| Halve finale                             | FC Utrecht               | 0 – 1 (0 – 1)                   | ADO Den Haag           |  |
| Plaats: Utrecht Sportcomplex Zoudenbalch |                          |                                 | 75' Mandy van den Berg |  |

## Statistieken FC Utrecht 2011/2012

### Eindstand FC Utrecht Vrouwen in de Eredivisie 2011 / 2012
| Stand | Gespeeld | Gewonnen | Gelijk | Verloren | Punten | Doelpunten voor | Doelpunten tegen | Gele kaarten | Rode kaarten |
| ----- | -------- | -------- | ------ | -------- | ------ | --------------- | ---------------- | ------------ | ------------ |
| 4e    | 18       | 6        | 3      | 9        | 21     | 25              | 30               | 8            | 0            |

### Topscorers
| #                | Naam                                | Goal |
| ---------------- | ----------------------------------- | ---- |
| 1.               | Manon van den Boogaard              | 6    |
| 2.               | Mandy Versteegt                     | 5    |
| 3.               | Kirsten Koopmans                    | 3    |
| 3.               | Babiche Roof                        | 3    |
| 4.               | Rowena Blankestijn                  | 2    |
| 4.               | Dominique Vugts                     | 2    |
| 6.               | Anouk Hoogendijk                    | 1    |
| 6.               | Anne Maguire                        | 1    |
| 6.               | Tessa Oudejans                      | 1    |
| Eigen doelpunten |                                     |      |
| 1.               | Stefanie van der Gragt (SC Telstar) | 1    |
| Totaal           | Totaal                              | 25   |

| #      | Naam                          | Goal |
| ------ | ----------------------------- | ---- |
| 1.     | Babiche Roof                  | 1    |
| –      | Onbekend (Tegen Be Quick '28) | 4    |
| Totaal | Totaal                        | 5    |

### Kaarten
| #      | Naam                   |   |
| ------ | ---------------------- | - |
| 1.     | Jette van Vlerken      | 3 |
| 2.     | Manon van den Boogaard | 2 |
| 3.     | Joniek Bonnes          | 1 |
| 3.     | Kelly Gilissen         | 1 |
| 3.     | Babiche Roof           | 1 |
| Totaal | Totaal                 | 8 |

| #      | Naam        |   |
| ------ | ----------- | - |
| –      | Geen speler | 0 |
| Totaal | Totaal      | 0 |

| #      | Naam        |   |
| ------ | ----------- | - |
| –      | Geen speler | 0 |
| Totaal | Totaal      | 0 |